# Richard C. Kahn
Richard C. Kahn (* 26. Januar 1897 in New Orleans, Louisiana; † 28. Januar 1960 in Hollywood, Kalifornien) war ein US-amerikanischer Filmregisseur, Filmproduzent und Drehbuchautor.

## Leben
Richard C. Kahn begann seine Filmkarriere in den 1930ern. Sein Debütfilm als Regisseur war der Western The Secret Menace (1931), für das er auch das Drehbuch schrieb. Sein 1934 veröffentlichter Film The Third Sex war auch sein erster Film als Produzent. Ende der 1930er und Anfang der 1940er machte er sich einen Namen als Regisseur diverser Racefilms wie Son of Ingagi (1940) sowie diverse Western. Dabei arbeitete er oft mit Spencer Williams zusammen, einem schwarzen Schauspieler, der in diversen Singing Cowboys-Filmen mitspielte und später selbst als Regisseur arbeiten sollte.
1955 drehte er eine Episode der berühmten Country-Show Grand Ole Opry und 1958 folgten zwei Episoden der Serie Fernsehserie Sky King.
Kahn verstarb 1960 kurz nach seinem 63. Geburtstag.

## Filmografie
- 1931: The Secret Menace (auch Drehbuch)
- 1934: The Third Sex (auch Drehbuch und Produktion)
- 1938: Two-Gun Man from Harlem (auch Drehbuch und Produktion)
- 1939: The Bronze Buckaroo (auch Drehbuch und Produktion)
- 1939: Harlem Rides the Range (auch Produktion)
- 1939: Bad Boy (nur Drehbuch)
- 1940: Son of Ingagi (auch Produktion)
- 1940: Buzzy Rides the Range
- 1941: Buzzy and the Phantom Pinto
- 1941: Toppers Take a Bow (Kurzfilm, Musikvideo für The Four Toppers)
- 1945: A Message for Women (Kurzfilm)
- 1946: Easy Does It (Werbe-Kurzfilm für Stokely Van Camp)[4]
- 1950: The Marshall of Trail City (Fernsehkurzfilm, auch Produktion)
- 1952: Gang Busters (Fernsehserie)
- 1955: Grand Ole Opry (9. September 1955)
- 1957: FBI räumt auf (Guns Don’t Argue) (Zusammenschnitt von Gangbusters)
- 1958: Sky Kings (Fernsehserie, zwei Episoden)